# تیم ملی فوتبال زیر ۲۱ سال لیتوانی
تیم ملی فوتبال زیر ۲۱ سال لیتوانی (انگلیسی: Lithuania national under-21 football team) یا تیم ملی فوتبال جوانان لیتوانی، نماینده کشور لیتوانی در مسابقات فوتبال جوانان اروپا و جهان است که زیر نظر فدراسیون فوتبال لیتوانی فعالیت می‌کند.